# 匹茲堡 (阿拉巴馬州)
匹茲堡（英語：Pittsburg）是一個位於美國阿拉巴馬州勞倫斯縣的非建制地區。該地的面積和人口皆未知。

## 地理
匹茲堡的座標為34°32′21″N 87°12′21″W / 34.53917°N 87.20583°W，而該地的平均海拔高度為208米（即682英尺）。